# Leichtathletik-Länderkampf der Männer 1960 BR Deutschland - Schweden
| 8. Leichtathletik-Länderkampf mit bundesdeutscher Beteiligung 1960 | 8. Leichtathletik-Länderkampf mit bundesdeutscher Beteiligung 1960 |                                                      |
| ------------------------------------------------------------------ | ------------------------------------------------------------------ | ---------------------------------------------------- |
|                                                                    |                                                                    |                                                      |
| Ländervergleich der Männer: BR Deutschland – Schweden              |                                                                    |                                                      |
| Austragungsort                                                     | Hamburg                                                            |                                                      |
| Wettbewerbe                                                        | 20                                                                 |                                                      |
| Datum                                                              | 8./9. Oktober 1960                                                 |                                                      |
| 1. FRG 2. SWE                                                      | 124 Punkte 087 Punkte                                              |                                                      |
| Chronik                                                            |                                                                    |                                                      |
| ← FRG-POL (F)                                                      | erster LK 1961:00 SUI-FRG-NLD-AUT00 Straß'lauf (M) →               | erster LK 1961:00 SUI-FRG-NLD-AUT00 Straß'lauf (M) → |

Den achten und letzten Vergleich des Länderkampfjahres 1960 bestritten die bundesdeutschen Männer gegen Schweden. Es war das neunte Aufeinandertreffen der beiden Länder in einem Wettkampf mit dem allgemeinen leichtathletischen Programm. Die bisherige Bilanz lautete vier zu vier. Der Länderkampf wurde am 8./9. Oktober in Hamburg ausgetragen.

## Wettbewerbe und Modus
Auf dem Programm standen die bei Länderkämpfen üblichen zwanzig Disziplinen. Aus dem olympischen Wettbewerbskatalog fehlten nur der Marathonlauf, die beiden Gehdisziplinen und der Zehnkampf. Gewertet wurde sowohl in den Einzeldisziplinen als auch in den Staffeln nach dem Standardsystem.

## Ergebnis
Im Bereich Lauf waren die bundesdeutschen Leichtathleten hoch überlegen. Sie errangen acht Einzelsiege bei fünf Doppelerfolgen und auch beide Staffeln gingen an die Bundesrepublik Deutschland. Für Schweden gab es hier lediglich zwei Disziplinsiege. Den Bereich Technik teilten sich Schweden und Deutschland, jede Nation kam zu je vier Siegen, dir Bundesrepublik mit einem Doppelerfolg, Schweden mit zwei. So errangen die bundesdeutschen Sportler mit 124 zu 87 Punkten ihren fünften Sieg gegen Schweden und gestalteten die Bilanz damit zum ersten Mal positiv.

## Legende
Kurze Übersicht zur Bedeutung der Symbolik – so üblicherweise auch in sonstigen Veröffentlichungen verwendet:
| DNF | nicht im Ziel (did not finish) |

## Resultate

### 100 m
| Platz | Athlet           | Land | Zeit (s) |
| ----- | ---------------- | ---- | -------- |
| 1     | Armin Hary       | FRG  | 10,5     |
| 2     | Bernd Cullmann   | FRG  | 10,6     |
| 3     | Owe Jonsson      | SWE  | 10,8     |
| 4     | Sven-Åke Löfgren | SWE  | 11,0     |

Datum: 8. Oktober

### 200 m
| Platz | Athlet           | Land | Zeit (s) |
| ----- | ---------------- | ---- | -------- |
| 1     | Manfred Germar   | FRG  | 21,2     |
| 2     | Marcel Wendelin  | FRG  | 21,6     |
| 3     | Owe Jonsson      | SWE  | 21,6     |
| 4     | Sven-Åke Löfgren | SWE  | 21,9     |

Datum: 9. Oktober

### 400 m
| Platz | Athlet          | Land | Zeit (s) |
| ----- | --------------- | ---- | -------- |
| 1     | Manfred Kinder  | FRG  | 47,2     |
| 2     | Johannes Kaiser | FRG  | 47,9     |
| 3     | Alf Petersson   | SWE  | 48,1     |
| 4     | Lennart Jonsson | SWE  | 48,2     |

Datum: 8. Oktober

### 800 m
| Platz | Athlet       | Land | Zeit (min) |
| ----- | ------------ | ---- | ---------- |
| 1     | Dan Waern    | SWE  | 1:48,5     |
| 2     | Jörg Balke   | FRG  | 1:49,2     |
| 3     | Paul Schmidt | FRG  | 1:50,1     |
| 4     | Per Knuts    | SWE  | 1:51,2     |

Datum: 8. Oktober

### 1500 m
| Platz | Athlet             | Land | Zeit (min) |
| ----- | ------------------ | ---- | ---------- |
| 1     | Dan Waern          | SWE  | 3:49,3     |
| 2     | Hans-Joachim Blatt | FRG  | 3:50,0     |
| 3     | Adolf Schwarte     | FRG  | 3:50,3     |
| 4     | Sven-Olaf Larsson  | SWE  | 3:53,7     |

Datum: 9. Oktober

### 5000 m
| Platz | Athlet           | Land | Zeit (min) |
| ----- | ---------------- | ---- | ---------- |
| 1     | Ludwig Müller    | FRG  | 14:36,0    |
| 2     | Horst Flosbach   | FRG  | 14:36,6    |
| 3     | Lennart Daremark | SWE  | 14:57,8    |
| 4     | Jan Landberger   | SWE  | 15:20,4    |

Datum: 8. Oktober

### 10.000 m
| Platz | Athlet            | Land | Zeit (min)              |
| ----- | ----------------- | ---- | ----------------------- |
| 1     | Karl-Heinz Paetow | FRG  | 31:04,8                 |
| 2     | Roland Watschke   | FRG  | 31:04,8                 |
| 3     | Rikard Berglind   | SWE  | 31:24,6                 |
| DNF   | Ove Karlsson      | SWE  | verletzt bei ca. 4000 m |

Datum: 9. Oktober

### 110 m Hürden
| Platz | Athlet              | Land | Zeit (s) |
| ----- | ------------------- | ---- | -------- |
| 1     | Karl-Ernst Schottes | FRG  | 14,7     |
| 2     | Lars Bergland       | SWE  | 14,8     |
| 3     | Klaus Willimczik    | FRG  | 14,8     |
| 4     | Ove Andersson       | SWE  | 15,1     |

Datum: 8. Oktober

### 400 m Hürden
| Platz | Athlet           | Land | Zeit (s) |
| ----- | ---------------- | ---- | -------- |
| 1     | Helmut Janz      | FRG  | 51,1     |
| 2     | Per-Ove Trollsås | SWE  | 51,9     |
| 3     | Willi Matthias   | FRG  | 52,8     |
| 4     | Leif Librand     | SWE  | 53,7     |

Datum: 9. Oktober

### 3000 m Hindernis
| Platz | Athlet                | Land | Zeit (min) |
| ----- | --------------------- | ---- | ---------- |
| 1     | Ludwig Müller         | FRG  | 8:51,2     |
| 2     | Gunnar Tjörnebo       | SWE  | 8:51,4     |
| 3     | Lage Tedenby          | SWE  | 8:52,2     |
| 4     | Wilhelm-Rüdiger Böhme | FRG  | 9:17,6     |

Datum: 9. Oktober

### 4 × 100 m Staffel
| Platz | Besetzung      | Land                                                           | Zeit (s) |
| ----- | -------------- | -------------------------------------------------------------- | -------- |
| 1     | BR Deutschland | Bernd Cullmann Armin Hary Walter Mahlendorf Manfred Germar     | 40,6     |
| 2     | Schweden       | Per-Ove Trollsås Björn Malmroos Sven-Olof Westlund Owe Jonsson | 41,6     |

Datum: 8. Oktober

### 4 × 400 m Staffel
| Platz | Besetzung      | Land                                                         | Zeit (min) |
| ----- | -------------- | ------------------------------------------------------------ | ---------- |
| 1     | BR Deutschland | Peter Adam Helmut Janz Johannes Kaiser Manfred Kinder        | 3:12,2     |
| 2     | SWE            | Per-Ove Trollsås Lennart Johansson Owe Jonsson Alf Petersson | 3:12,8     |

Datum: 9. Oktober

### Hochsprung
| Platz | Athlet           | Land | Höhe (m) |
| ----- | ---------------- | ---- | -------- |
| 1     | Stig Pettersson  | SWE  | 2,08     |
| 2     | Egon Nilsson     | SWE  | 2,03     |
| 3     | Peter Riebensahm | FRG  | 2,00     |
| 4     | Theo Püll        | FRG  | 2,00     |

Datum: 9. Oktober

### Stabhochsprung
| Platz | Athlet         | Land | Höhe (m) |
| ----- | -------------- | ---- | -------- |
| 1     | Klaus Lehnertz | FRG  | 4,30     |
| 2     | Dieter Möhring | FRG  | 4,25     |
| 3     | Svanta Rinaldo | SWE  | 4,20     |
| 4     | Fritz Lindblom | SWE  | 4,00     |

Datum: 8. Oktober

### Weitsprung
| Platz | Athlet            | Land | Weite (m) |
| ----- | ----------------- | ---- | --------- |
| 1     | Manfred Steinbach | FRG  | 7,44      |
| 2     | Torgny Wåhlander  | SWE  | 7,18      |
| 3     | Gerhard Deyerling | FRG  | 7,17      |
| 4     | Eddi Wingren      | SWE  | 6,92      |

Datum: 9. Oktober

### Dreisprung
| Platz | Athlet           | Land | Weite (m) |
| ----- | ---------------- | ---- | --------- |
| 1     | Lars Karlbom     | SWE  | 14,97     |
| 2     | Torgny Wåhlander | SWE  | 14,95     |
| 3     | Jörg Wischmeier  | FRG  | 14,82     |
| 4     | Rudi Kleppe      | FRG  | 14,79     |

Datum: 9. Oktober

### Kugelstoßen
| Platz | Athlet                  | Land | Weite (m) |
| ----- | ----------------------- | ---- | --------- |
| 1     | Hermann Lingnau         | FRG  | 17,07     |
| 2     | Erik Uddebom            | SWE  | 16,69     |
| 3     | Karl-Heinz Wegmann      | FRG  | 16,52     |
| 4     | Torsten von Wachenfeldt | SWE  | 15,67     |

Datum: 9. Oktober

### Diskuswurf
| Platz | Athlet         | Land | Weite (m) |
| ----- | -------------- | ---- | --------- |
| 1     | Erik Uddebom   | SWE  | 54,65     |
| 2     | Josef Klik     | FRG  | 51,34     |
| 3     | Östen Edlund   | SWE  | 50,60     |
| 4     | Gottfried Koch | FRG  | 47,70     |

Datum: 8. Oktober

### Hammerwurf
| Platz | Athlet           | Land | Weite (m) |
| ----- | ---------------- | ---- | --------- |
| 1     | Birger Asplund   | SWE  | 64,75     |
| 2     | Hans Fahsl       | FRG  | 59,11     |
| 3     | Siegfried Lorenz | FRG  | 58,89     |
| 4     | Jan Wilhelmsson  | SWE  | 58,79     |

Datum: 9. Oktober

### Speerwurf
| Platz | Athlet          | Land | Weite (m) |
| ----- | --------------- | ---- | --------- |
| 1     | Rolf Herings    | FRG  | 76,51     |
| 2     | Jan Smiding     | SWE  | 75,83     |
| 3     | Hermann Salomon | FRG  | 72,05     |
| 4     | Verner Lagesson | SWE  | 69,97     |

Datum: 8. Oktober